# Clonaria albida
Clonaria albida är en insektsart som först beskrevs av Sjöstedt 1909.  Clonaria albida ingår i släktet Clonaria och familjen Diapheromeridae. Inga underarter finns listade i Catalogue of Life.